# Copa del món de BMX
La Copa del món de BMX és una competició de BMX organitzada per la Unió Ciclista Internacional des del 2003. Està formada per diferents proves que es disputen normalment entre maig i setembre.
El nombre de proves pot variar depenent dels anys, i també la seva ubicació malgrat la majoria es disputen a Europa. Els corredors guanyen punts en funció de la seva plaça final en cada prova de la copa i el guanyador final és el que n'obté més.

## Palmarès masculí
| Any  | Vencedor         | Segon              | Tercer                |
| ---- | ---------------- | ------------------ | --------------------- |
| 2003 | Robert de Wilde  | Robbie Miranda     | Michal Prokop         |
| 2004 | Derek Betcher    | Mike Day           | Michal Prokop         |
| 2005 | Robert de Wilde  | Cristian Becerine  | Randy Stumpfhauser    |
| 2006 | Donny Robinson   | Michal Prokop      | Mike Day              |
| 2007 | Robert de Wilde  | Donny Robinson     | Damien Godet          |
| 2008 | Donny Robinson   | David Herman       | Kyle Bennett          |
| 2009 | Sam Willoughby   | Ivo Van Der Putten | Donny Robinson        |
| 2010 | Māris Štrombergs | Sam Willoughby     | Connor Fields         |
| 2011 | Joris Daudet     | Marc Willers       | Raymon van der Biezen |
| 2012 | Sam Willoughby   | Connor Fields      | Twan van Gendt        |
| 2013 | Connor Fields    | Jelle van Gorkom   | Connor Fields         |
| 2014 | Liam Phillips    | Anthony Dean       | Twan van Gendt        |
| 2015 | Liam Phillips    | Niek Kimmann       | Amidou Mir            |
| 2016 | Corben Sharrah   | David Graf         | Māris Štrombergs      |

## Palmarès femení
| Any   | Vencedora             | Segona                | Tercera            |
| ----- | --------------------- | --------------------- | ------------------ |
| 2007  | Laëtitia Le Corguillé | María Gabriela Díaz   | Sarah Walker       |
| 2008  | Arielle Martin        | Laëtitia Le Corguillé | Sarah Walker       |
| 2009  | Laëtitia Le Corguillé | Eva Ailloud           | Arielle Martin     |
| 2010  | Laëtitia Le Corguillé | Caroline Buchanan     | Sarah Walker       |
| 2011  | Sarah Walker          | Magalie Pottier       | Mariana Pajón      |
| 2012  | Caroline Buchanan     | Magalie Pottier       | Alise Post         |
| 2013  | Mariana Pajón         | Arielle Martin        | Laura Smulders     |
| 201 4 | Caroline Buchanan     | Mariana Pajón         | Laura Smulders     |
| 2015  | Mariana Pajón         | Stefany Hernández     | Alise Post         |
| 2016  | Laura Smulders        | Brooke Crain          | Simone Christensen |